# 拼布

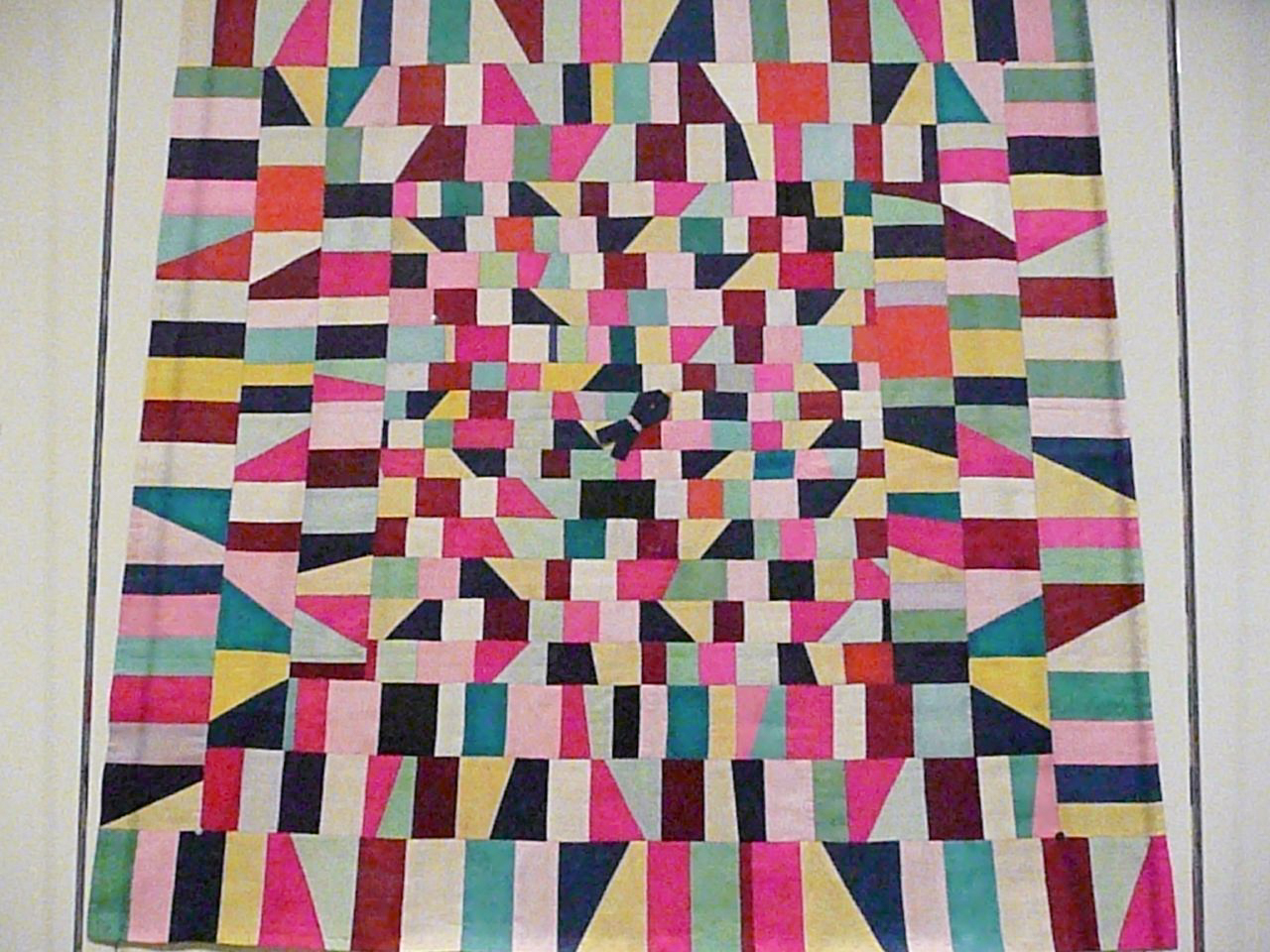
拼布

拼布是一种針線活，人們把一块块不同的布缝合成一塊更大的布。较大的拼布通常是由不同形状不同顏色的布拼接而成。这些小布條的几何形状是经过人們仔细测量和切割，以便於它们能順利地縫合和拼接。